# Stenandrium verticillatum
Stenandrium verticillatum là một loài thực vật có hoa trong họ Ô rô. Loài này được Brandegee miêu tả khoa học đầu tiên năm 1906.